# 克里尼奇內 (博爾赫拉德區)
45°32′9″N 28°40′4″E / 45.53583°N 28.66778°E

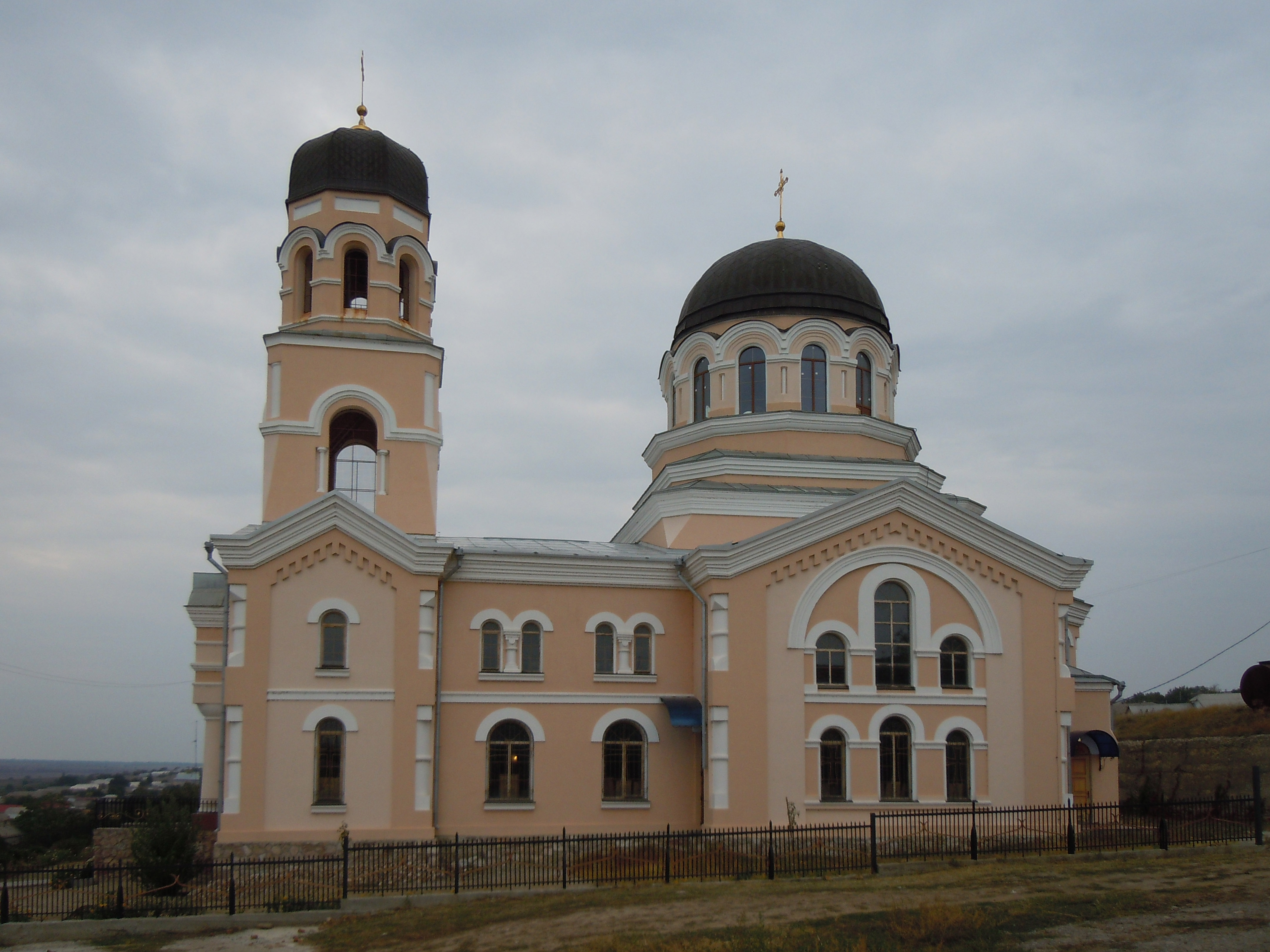

克里尼奇內（烏克蘭語：Криничне）是位於烏克蘭西南部的村莊，由敖德萨州博爾赫拉德區的克里尼奇內市鎮負責管轄。該村始建於1947年，面積5.02平方公里，海拔高度33米，2025年人口3,743。